# S. Apoorva
Saikumar Apoorva (nacida en 1981), también conocida por su nombre abreviado, S. Apoorva, también deletreado como S. Apoorwa o S. Appoorwa, es una jugadora india de carrom y defensora del título de campeona del mundo de carrom en individual femenino. En la actualidad trabaja como funcionaria administrativa superior en la Corporación de Seguros de Vida de la India. También es la primera campeona mundial de cualquier deporte que procede de la ciudad de Hyderabad.

## Primeros años
Nació y creció en Hyderabad, Andhra Pradesh (ahora una parte se llama Telangana). Sus antepasados proceden del estado de Tamil Nadu. Se interesó por el carrom cuando tenía 10 años, después de ver a su padre jugar con sus amigos. Siguió su carrera en el deporte del carrom con la consulta de su padre.

## Carrera
Debutó en 2003 en la Copa de la Federación Internacional de Carrom y ganó el título individual femenino que se celebró en Francia. Ganó su primer título individual femenino en los Campeonatos Mundiales de Carrom de 2004, celebrados en Colombo.
S. Apoorva fue también uno de los miembros clave del equipo indio que ganó el Campeonato Mundial de Carrom de 2016 venciendo a Sri Lanka en la final. Además, ganó tanto el individual femenino como el dobles femenino con Kajal Kumari durante el Campeonato Mundial de Carrom de 2016.
Appoorva también formó parte del equipo indio que derrotó a Sri Lanka por 3-0 en la final de la Copa del Mundo de Carrom 2018. En la Copa del Mundo de Carrom de 2018, también ganó el título de individual femenino derrotando a la también jugadora india Kajal Kumari en la final. También salió victoriosa en el individual femenino del Torneo de Clasificación Estatal de Telangana de 2019.